# Jeremías Rodríguez Puch
Jeremías Martín Rodríguez Puch (Virreyes, provincia de Buenos Aires, Argentina; 15 de mayo de 1999) es un futbolista argentino. Juega de mediocampista ofensivo y su equipo actual es Gimnasia y Esgrima de Mendoza de la Primera Nacional de Argentina.

## Trayectoria
Rodríguez Puch comenzó jugando al baby fútbol en el club Barrio Nuevo y luego se sumó a las inferiores de River Plate tras superar una prueba. Llegó a formar parte del equipo de Reserva.
A mediados de 2020 pasa a préstamo al Académico de Viseu de Portugal, donde tuvo su debut profesional. 

## Estadísticas
| Académico de Viseu Portugal |               |               |     |    |   |    |     |      |      |
| 2.ª                         | 2020-21       | 11            | 0   | 2  | 0 | 13 | 0   | 0.00 |      |
| Total club                  | Total club    | 11            | 0   | 2  | 0 | 13 | 0   | 0.00 |      |
| Real Pilar Argentina        |               |               |     |    |   |    |     |      |      |
| 4.ª                         | 2021          | 15            | 2   | —  | — | 15 | 2   | 0.13 |      |
| Total club                  | Total club    | 15            | 2   | 0  | 0 | 15 | 2   | 0.13 |      |
| San Martín (SJ) Argentina   |               |               |     |    |   |    |     |      |      |
| 2.ª                         | 2022          | 18            | 2   | —  | — | 18 | 2   | 0.11 |      |
| Total club                  | Total club    | 18            | 2   | 0  | 0 | 18 | 2   | 0.11 |      |
| Gimnasia (M) Argentina      |               |               |     |    |   |    |     |      |      |
| 2.ª                         | 2023          | 14            | 0   | 1  | 0 | 15 | 0   | 0.00 |      |
| 2.ª                         | 2024          | 40            | 3   | 2  | 0 | 42 | 3   | 0.07 |      |
| 2.ª                         | 2025          | 8             | 4   | 1  | 0 | 9  | 4   | 0.44 |      |
| Total club                  | Total club    | 62            | 7   | 4  | 0 | 66 | 7   | 0.11 |      |
| Total carrera               | Total carrera | Total carrera | 106 | 11 | 6 | 0  | 112 | 11   | 0.10 |
| 1. 2.                       |               |               |     |    |   |    |     |      |      |